# Gąskowo
Gąskowo (deutsch Ganzkow) ist ein Dorf in der Woiwodschaft Westpommern in Polen. Es gehört zur Gmina Dygowo (Landgemeinde Degow) im Powiat Kołobrzeski (Kolberger Kreis).

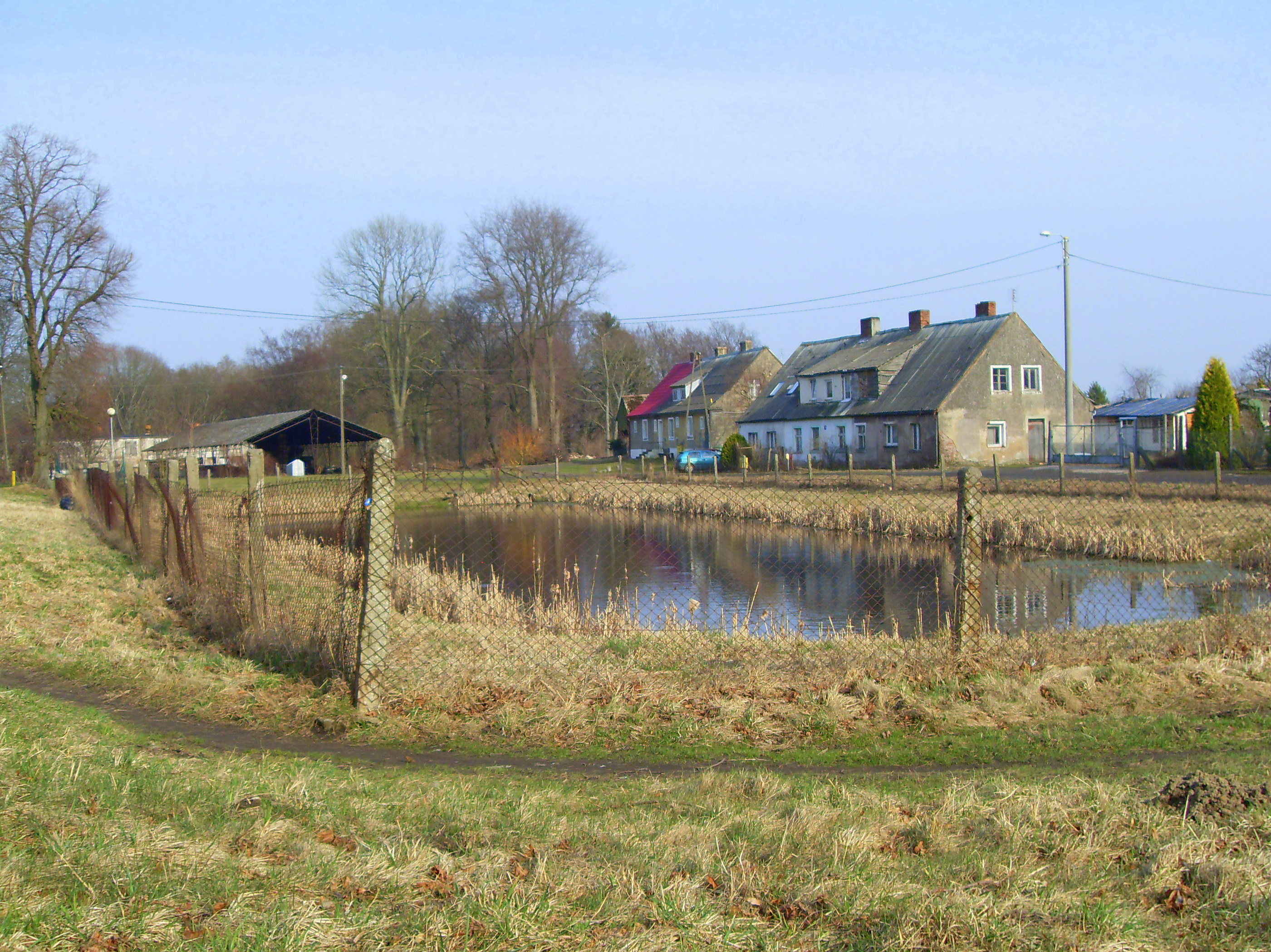
Ortsbild (Aufnahme von 2011)

## Geographische Lage
Das Dorf liegt in Hinterpommern, etwa 115 Kilometer nordöstlich von Stettin und etwa 14 Kilometer östlich von Kołobrzeg (Kolberg).
Die nächsten Nachbardörfer sind im Nordwesten Stojkowo (Stöckow), im Norden Kukinia (Alt Quetzin), im Osten Połomino (Poldemin) und im Süden Jazy (Jaasde).

## Geschichte
Aus vorgeschichtlicher Zeit stammt ein Skelettgrab („Der Mann von Ganzkow“), das im Jahre 1930 entdeckt wurde. Otto Dibbelt, Pfleger für kulturgeschichtliche Bodenaltertümer, veröffentlichte 1936 einen Bericht über den Fund im Kolberg-Körliner Heimatkalender.
Das Dorf entstand im Mittelalter in der Form eines Sackgassendorfes. Es wurde erstmals im Jahre 1276 erwähnt, als der Bischof von Cammin, Hermann von Gleichen, dem Kolberger Domkapitel seine Besitzungen bestätigte. Hierzu gehörte auch der Zehnte aus dem damals „Gansekov“ genannten Dorf; das Dorf als solches gehörte dem Bischof. Im Jahre 1429 gehörte das Dorf dem Nonnenkloster zu Kolberg.
Nach der Reformation, ab 1565, erschien Ganzkow im Lehnsbesitz der adligen Familie Podewils, die es bis um 1700 besaß. Unter den späteren Besitzern war ab 1764 der Geheime Oberfinanzrat Friedrich Wilhelm von Gerlach (* 1711; † 1780). Im Siebenjährigen Krieg wurde Ganzkow bei der Belagerung von Kolberg zerstört. Der Wiederaufbau wurde durch königliche Gnadengelder unterstützt. Dabei wurden, neben dem großen Gutsbetrieb, anstelle der früheren Bauernstellen zwei Zeilen von Siedlerstellen angelegt. Diese wurden zeitweise (so 1816) unter der Bezeichnung „Ganzkowsche Katen“ als eigener Wohnplatz geführt.
In Ludwig Wilhelm Brüggemanns Ausführlicher Beschreibung des gegenwärtigen Zustandes des Königlich-Preußischen Herzogtums Vor- und Hinterpommern (1784) ist Ganzkow unter den adeligen Gütern des Fürstentums Cammins aufgeführt. Damals gab es neben dem Vorwerk, also dem Gutsbetrieb, ein Schulhaus, eine Schmiede und die „neu erbaueten Häuser auf der Feldmark“, insgesamt 19 Haushaltungen („Feuerstellen“).
1797 kaufte der Agrarreformer Georg Friedrich Haese Ganzkow und führte dort viele Neuerungen ein, konnte das Gut auf Dauer jedoch nicht halten. Im Laufe des 19. Jahrhunderts wechselte das Gut Ganzkow vielfach den Besitzer. Schließlich wurde das Gut Ganzkow an die Landbank Berlin verkauft, die es 1912 in 19 Bauernstellen aufteilte. Die neuen Bauernstellen wurden außerhalb des Dorfes entlang der Landstraßen angelegt. Es verblieb ein Restgut mit 178 Hektar Land, das ebenfalls verkauft wurde.
Seit dem 19. Jahrhundert bestanden der größere Gutsbezirk Ganzkow und die kleinere Landgemeinde Ganzkow nebeneinander. Mit Stand 1905 umfasste der Gutsbezirk Ganzkow 516 Hektar Land und zählte 159 Einwohner, die Landgemeinde Ganzkow nur 85 Hektar Land und 55 Einwohner. Mit der Aufsiedlung des Gutes wurde nach 1912 der Gutsbezirk in die Landgemeinde eingegliedert.
Ganzkow lag bis 1872 im Kreis Fürstenthum und kam mit dessen Aufteilung zum Kreis Kolberg-Körlin. Zur Gemeinde Ganzkow gehörten zuletzt vor 1945 keine benannten Wohnplätze.
1945 kam Ganzkow, wie ganz Hinterpommern, an Polen. Die Einwohner wurden vertrieben. Der Ortsname wurde zu „Gąskowo“ polonisiert. Heute gehört der Ort zur Gmina Dygowo (Landgemeinde Degow).

## Entwicklung der Einwohnerzahlen
- 1816: 146 Einwohner[3]
- 1855: 189 Einwohner[3]
- 1885: 235 Einwohner[3]
- 1905: 214 Einwohner[3]
- 1919: 307 Einwohner[3]
- 1933: 277 Einwohner[3]
- 1939: 261 Einwohner[3]